# St Leonards, Dorset
St Leonards är en ort i Storbritannien.   Den ligger i kommunen Dorset och riksdelen England, i den södra delen av landet, 140 km sydväst om huvudstaden London. St Leonards ligger 18 meter över havet och antalet invånare är 6 392.
Terrängen runt St Leonards är platt.  Närmaste större samhälle är Bournemouth, 12,5 km söder om St Leonards. Trakten runt St Leonards består till största delen av jordbruksmark.